# Красногорский район (Брянская область)
Красногорский район — административно-территориальная единица (район) и муниципальное образование (муниципальный район) в Брянской области России.
Административный центр — посёлок городского типа Красная Гора.

## География
Расположен на западе области. Площадь района — 1120 км². Основные реки — Беседь, Вихолка.

## Экология
Красногорский район Брянской области — один из наиболее пострадавших от радиоактивных осадков после аварии на Чернобыльской АЭС. Четыре населённых пункта района — Барсуки, Князевщина, Прогресс и Нижняя Мельница — пострадали от радиации настолько сильно, что были включены в зону отчуждения. Многие населённые пункты района были отнесены к зоне отселения и зоне с правом на отселение.

## История
5 июля 1944 года Указом Президиума Верховного Совета СССР была образована Брянская область, в состав которой, наряду с другими, был включен и Красногорский район. В период реформ 1963—1966 годов район был временно упразднён, а его территория относилась к Клинцовскому району.

## Население
| 2002    | 2009    | 2010    | 2011    | 2012    | 2013    | 2014    | 2015    | 2016    |
| ------- | ------- | ------- | ------- | ------- | ------- | ------- | ------- | ------- |
| 16 863  | ↘14 701 | ↘13 208 | ↘13 084 | ↘12 802 | ↘12 472 | ↗12 633 | ↘12 407 | ↘12 310 |
| 2017    | 2018    | 2019    | 2020    | 2021    |         |         |         |         |
| ↘12 189 | ↘12 031 | ↘11 765 | ↘11 526 | ↘10 250 |         |         |         |         |

Урбанизация
В городских условиях (пгт Красная Гора) проживают 53,7 % населения района.
Национальный состав
По итогам переписи населения 2020 года проживали следующие национальности (национальности менее 0,1 % и другое, см. в сноске к строке «Другие»):
| Национальность | Численность, чел. | Доля     |
| -------------- | ----------------- | -------- |
| Русские        | 9447              | 92,16 %  |
| Белорусы       | 89                | 0,87 %   |
| Украинцы       | 53                | 0,52 %   |
| Другие         | 661               | 6,45 %   |
| Итого          | 10 250            | 100,00 % |

## Административно-муниципальное устройство
Красногорский район в рамках административно-территориального устройства области, включает 7 административно-территориальных единиц, в том числе 1 поселковый административный округ и 6 сельских административных округов.
Красногорский муниципальный район в рамках муниципального устройства, включает 7 муниципальных образований нижнего уровня, в том числе 1 городское поселение и 6 сельских поселений:
| № | Муниципальное образование         | Административный центр | Количество населённых пунктов | Население (чел.) | Площадь (км²) |
| - | --------------------------------- | ---------------------- | ----------------------------- | ---------------- | ------------- |
| 1 | Красногорское городское поселение | пгт Красная Гора       | 9                             | ↘5691            | 197,55        |
| 2 | Колюдовское сельское поселение    | село Колюды            | 23                            | ↘823             | 172,01        |
| 3 | Лотаковское сельское поселение    | село Лотаки            | 11                            | ↘491             | 110,22        |
| 4 | Любовшанское сельское поселение   | деревня Любовшо        | 4                             | ↗1080            | 150,50        |
| 5 | Макаричское сельское поселение    | деревня Макаричи       | 6                             | ↘787             | 177,16        |
| 6 | Перелазское сельское поселение    | село Перелазы          | 4                             | ↘928             | 93,89         |
| 7 | Яловское сельское поселение       | село Яловка            | 3                             | ↗450             | 170,56        |

## Населённые пункты
Всего в районе насчитывается 60 населённых пунктов.
| №  | Населённый пункт  | Тип     | Население | Муниципальное образование         |
| -- | ----------------- | ------- | --------- | --------------------------------- |
| 1  | Батуровка         | деревня | ↗190      | Красногорское городское поселение |
| 2  | Буда              | посёлок | ↗7        | Колюдовское сельское поселение    |
| 3  | Великоудебное     | село    | ↗33       | Красногорское городское поселение |
| 4  | Верхличи          | село    | ↘375      | Любовшанское сельское поселение   |
| 5  | Вяжновка          | деревня | ↘39       | Макаричское сельское поселение    |
| 6  | Городечня         | село    | ↘69       | Яловское сельское поселение       |
| 7  | Даниловка         | посёлок | ↘26       | Колюдовское сельское поселение    |
| 8  | Даниловка         | посёлок | →0        | Красногорское городское поселение |
| 9  | Деньгубовка       | посёлок | ↘1        | Колюдовское сельское поселение    |
| 10 | Дубенец           | деревня | ↗157      | Красногорское городское поселение |
| 11 | Дубовец           | посёлок | →1        | Макаричское сельское поселение    |
| 12 | Дубрёжка          | посёлок | ↘14       | Колюдовское сельское поселение    |
| 13 | Ермоленка         | деревня | ↘0        | Лотаковское сельское поселение    |
| 14 | Заборье           | село    | ↘28       | Макаричское сельское поселение    |
| 15 | Заглодье          | посёлок | ↗1        | Красногорское городское поселение |
| 16 | Заречье           | посёлок | →10       | Лотаковское сельское поселение    |
| 17 | Зелёная Дубровка  | посёлок | →2        | Колюдовское сельское поселение    |
| 18 | Ивановка          | деревня | ↘13       | Лотаковское сельское поселение    |
| 19 | Калинин           | посёлок | ↘5        | Колюдовское сельское поселение    |
| 20 | Каменка           | посёлок | ↘3        | Колюдовское сельское поселение    |
| 21 | Кашковка          | деревня | ↘52       | Любовшанское сельское поселение   |
| 22 | Кибирщина         | деревня | ↘136      | Лотаковское сельское поселение    |
| 23 | Колюды            | село    | ↘408      | Колюдовское сельское поселение    |
| 24 | Комары            | посёлок | →1        | Лотаковское сельское поселение    |
| 25 | Красная Гора      | пгт     | ↘5504     | Красногорское городское поселение |
| 26 | Красная Пересвица | посёлок | →0        | Колюдовское сельское поселение    |
| 27 | Красное           | посёлок | →14       | Колюдовское сельское поселение    |
| 28 | Краснопавловка    | посёлок | ↘16       | Колюдовское сельское поселение    |
| 29 | Красный Городок   | посёлок | ↗30       | Перелазское сельское поселение    |
| 30 | Криничное         | посёлок | ↗67       | Колюдовское сельское поселение    |
| 31 | Кургановка        | деревня | ↗180      | Колюдовское сельское поселение    |
| 32 | Кустовка          | деревня | →0        | Колюдовское сельское поселение    |
| 33 | Ларневск          | деревня | ↘331      | Лотаковское сельское поселение    |
| 34 | Летяхи            | село    | ↘429      | Перелазское сельское поселение    |
| 35 | Лотаки            | село    | ↘326      | Лотаковское сельское поселение    |
| 36 | Любовшо           | деревня | ↘856      | Любовшанское сельское поселение   |
| 37 | Макаричи          | деревня | ↘373      | Макаричское сельское поселение    |
| 38 | Медведи           | село    | ↘302      | Макаричское сельское поселение    |
| 39 | Морозовка         | деревня | ↘83       | Лотаковское сельское поселение    |
| 40 | Непобедимый       | посёлок | ↘31       | Колюдовское сельское поселение    |
| 41 | Николаевка        | село    | ↘7        | Колюдовское сельское поселение    |
| 42 | Никольск          | посёлок | ↘3        | Лотаковское сельское поселение    |
| 43 | Новая Дубровка    | посёлок | ↘2        | Колюдовское сельское поселение    |
| 44 | Новая Москва      | посёлок | →5        | Красногорское городское поселение |
| 45 | Новоковалёвка     | посёлок | ↘1        | Колюдовское сельское поселение    |
| 46 | Обруб             | посёлок | ↘5        | Колюдовское сельское поселение    |
| 47 | Палужская Рудня   | деревня | ↘245      | Макаричское сельское поселение    |
| 48 | Перелазы          | село    | ↘838      | Перелазское сельское поселение    |
| 49 | Прудки            | посёлок | ↘23       | Колюдовское сельское поселение    |
| 50 | Рубаны            | посёлок | ↘12       | Колюдовское сельское поселение    |
| 51 | Селец             | деревня | ↘190      | Красногорское городское поселение |
| 52 | Сеятель           | посёлок | ↘29       | Перелазское сельское поселение    |
| 53 | Тисленки          | посёлок | ↘5        | Лотаковское сельское поселение    |
| 54 | Труд              | посёлок | →19       | Колюдовское сельское поселение    |
| 55 | Увелье            | село    | ↘291      | Яловское сельское поселение       |
| 56 | Фошное            | деревня | ↗249      | Колюдовское сельское поселение    |
| 57 | Чиграй            | деревня | ↘1        | Лотаковское сельское поселение    |
| 58 | Щедрин            | посёлок | ↘13       | Красногорское городское поселение |
| 59 | Яловка            | село    | ↘314      | Яловское сельское поселение       |
| 60 | Яменец            | посёлок | ↘1        | Любовшанское сельское поселение   |

Упразднённые населённые пункты:
- 2004 год — посёлок Крыловка[24]

## Транспорт
Маршрут 540 «Красная гора—Брянск».

## Катастрофа на Чернобыльской АЭС
Согласно постановлению Правительства РФ:
I. Зона отчуждения
- Барсуковский сельсовет — пос. Барсуки
- Заборский сельсовет — пос. Прогресс, пос. Князевщина
- Медведевский сельсовет — пос. Нижняя Мельница

II. Зона отселения
- Колюдовское сельское поселение — с. Николаевка
- Лотаковское сельское поселение — дер. Чиграй (Чиграи)
- Макаричское сельское поселение — с. Заборье
- Яловское сельское поселение — с. Яловка, с. Увелье

III. Зона проживания с правом на отселение
- Красногорское городское поселение — пос. Красная Гора, дер. Батуровка, дер. Дубенец, пос. Заглодье, дер. Селец, с. Великоудебное
- Колюдовское сельское поселение — пос. Криничное, пос. Рубаны, пос. Зелёная Дубровка
- Любовшанское сельское поселение — пос. Яменец
- Макаричское сельское поселение — дер. Макаричи, с. Медведи, дер. Вяжновка
- Яловское сельское поселение — с. Городечня